# Guardanieves

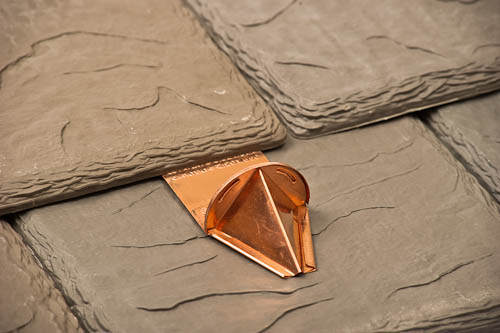
Guardanieves en las Montañas Rocosas fabricados en cobre

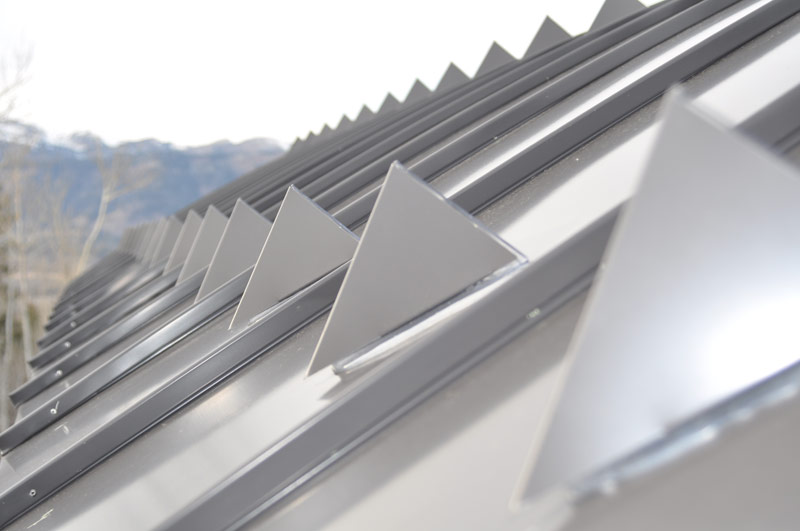
Guardanieves metálicos soldados al techo en Wyoming (USA).

Un guardanieves es un dispositivo que se utiliza para retener nieve o hielo y prevenir que se precipiten de una superficie superior a una inferior. Contemporáneamente, se instalan para impedir que el hielo y nieve se desprendan y caigan sobre personas, plantas u objetos. Generalmente, se instalan varios en filas en la superficie del techo de una estructura para prevenir aludes. Además, se instalan en cantidades concretas y patrones basados en la forma, medida y tipo de techo para proporcionar el sistema más uniforme de retención posible.
Variedad de guardanieves se han utilizado más de 300 años en todas partes el mundo donde la nevada estacional es común. En los Alpes y Escandinavia, se colocaban piedras y troncos en los techos para aumentar fricción y retención de nieve a fin de que actuara como aislante térmico. Además de emplearse en techos, se han usado como guardanieves otros objetos naturales o artificiales (también conocidos como vallas de nieve) en laderas pronunciadas para disminuir los efectos de aludes en los valles.
En 1976 Jack McMullen de IceBlox Inc. inventó el primer guardanieves del policarbonato. En 1979 se patenta en Estados Unidos por primera vez el primer guardanieves a prueba de corrosión creado mediante inyección plástica.
Los guardanieves modernos están hechos de policarbonato y/o metales, dependiendo del tipo, medida, y función concreta del guarda. A pesar de que se instala principalmente para propósitos funcionales, guardias de tablero y raíles de nieve se usan a veces para reforzar la apariencia y el diseño del techo. Una variedad de fabricantes modernos, como Alpine SnowGuards, S-5!, Sieger, SnowJax, etc. han diseñado guardanieves que pueden igualarse a los colores de tipos de techo variable, y raíles de nieve son generalmente coloreados para acompañar a los techos que protegen. Además, muchos fabricantes han desarrollado guardianieves y sistemas para techos de metal.
Los guardianieves no son lo mismo que la cinta de calor o los hilos térmicos que calientan los techos para fundir la nieve de forma más rápida, pero estos productos se suelen utilizar juntos para ofrecer mejor protección de la nieve que se desliza. Arquitectos, contratistas e instaladores de techos son cada día más conscientes de la importancia y beneficios de los guardanieves en el proceso de diseño, minimizando la posibilidad de caída de nieve de los techos.

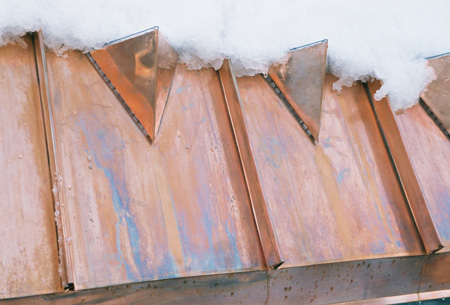
Guardanieves en un techo de cobre.